# Clemole
El clemole o tlemole es un platillo de la gastronomía de México. Consiste en un caldo donde se combina carne, verduras y elementos saborizantes fuertes. Cuando la carne está cocida, se añaden ejotes, trozos de elote y trozos de calabaza. Los chiles son asados, remojados en agua caliente y molidos en un metate con un poco de ajo, clavo y pimienta. Después, todo se fríe en manteca con unas rebanadas de cebolla, logrando una salsa que se agrega al caldo, que no debe quedar muy espeso.